# Amanita breckonii
Amanita breckonii là một loài nấm tán trong chi Amanita. Loài này được tìm thấy ở bang California và bang Washington, nơi chúng sống trên những thực vật như thông Monterrey, pinus ponderosa, và vân sam. Amanita breckonii được nhà nghiên cứu nấm Harry Delbert Thiers và Joseph Ammirati miêu tả khoa học lần đầu tiên năm 1982. Mẫu thí nghiệm được sinh viên Gary Breckon thu thập ngay trong khuôn viên trường đại học San Francisco (San Francisco State University) vào năm 1966. Từ đó, tên khoa học của loài nấm này cũng được lấy theo tên của Breckon.